# Клитералл (город, Миннесота)
Клитералл (англ. Clitherall) — город в округе Оттер-Тейл, штат Миннесота, США. На площади 0,5 км² (0,5 км² — суша, водоёмов нет), согласно переписи 2002 года, проживают 118 человек. Плотность населения составляет 226,3 чел./км².
- Телефонный код города — 218
- Почтовый индекс — 56524
- FIPS-код города — 27-12088[1]
- GNIS-идентификатор — 0641341[2]